# Štefan Bašťovanský
Štefan Bašťovanský (7. února 1910 Budapešť – 27. listopadu 1952 Bratislava) byl slovenský a československý politik, bezprostředně po osvobození předseda Národního výboru Bratislavy, poslanec Prozatímního Národního shromáždění, Ústavodárného Národního shromáždění a Národního shromáždění ČSR, na přelomu 40. a 50. let generální tajemník Komunistické strany Slovenska, odstavený od moci v rámci politických procesů v roce 1951, poté spáchal sebevraždu.

## Život
Od 8. dubna do 10. dubna 1945 vykonával funkci předsedy Národního výboru Bratislavy. V letech 1945-1946 byl poslancem Prozatímního Národního shromáždění za KSS (respektive KSČ). V parlamentních volbách v roce 1946 se stal poslancem Ústavodárného Národního shromáždění za KSS a mandát za tuto stranu obhájil i ve volbách do Národního shromáždění v roce 1948. Poslancem byl do ledna 1952, kdy na mandát rezignoval a nahradil ho Imrich Daniš.
Od srpna 1945 byl generálním tajemníkem Komunistické strany Slovenska. Do této funkce ho zvolila žilinská konference strany 11. - 12. srpna 1945. Spolu s Viliamem Širokým (který ho do funkce generálního tajemníka prosadil) patřil k nejvýznamnějším slovenským politikům přelomu 40. a 50. let 20. století. Během únorového převratu v roce 1948 vedl takzvanou stranickou pětku, která kontrolovala bezpečnostní složky na Slovensku. IX. sjezd KSČ v roce 1949 ho zvolil i za člena předsednictva Ústředního výboru Komunistické strany Československa jako jednoho ze dvou Slováků v jedenadvacetičlenném předsednictvu. Již předtím byl v červenci 1948 kooptován z ÚV KSS do ÚV KSČ.
Později byl hlavním aktérem vzniku skupiny, která měla v rámci KSS odhalovat skryté nepřátele. V únoru 1951 přednesl na zasedání širšího vedení KSČ zprávu, v níž označil Vlado Clementise a další straníky (Gustáv Husák) za členy špionážní a záškodnické skupiny. Později se ale sám stal obětí frakčního boje v KSČ. V říjnu 1951 byl sesazen do funkce resortního tajemníka ÚV KSS a o další dva měsíce později byl přemístěn do Slovenského pedagogického nakladatelství. Důvodem měl být nález Bašťovanského přihlášky do HSĽS z konce roku 1939 (během Slovenského státu skutečně po tři roky pracoval na ministerstvu dopravy, ale pak se podílel na odboji). V lednu 1952 rezignoval na poslanecký mandát a v listopadu 1952 ho našli mrtvého. Policejní zprávy konstatovala, že smrt nastala bez cizího zavinění, třebaže se objevovaly spekulace o tom, že byl zabit.